# Arbetarrörelsens arkiv och bibliotek

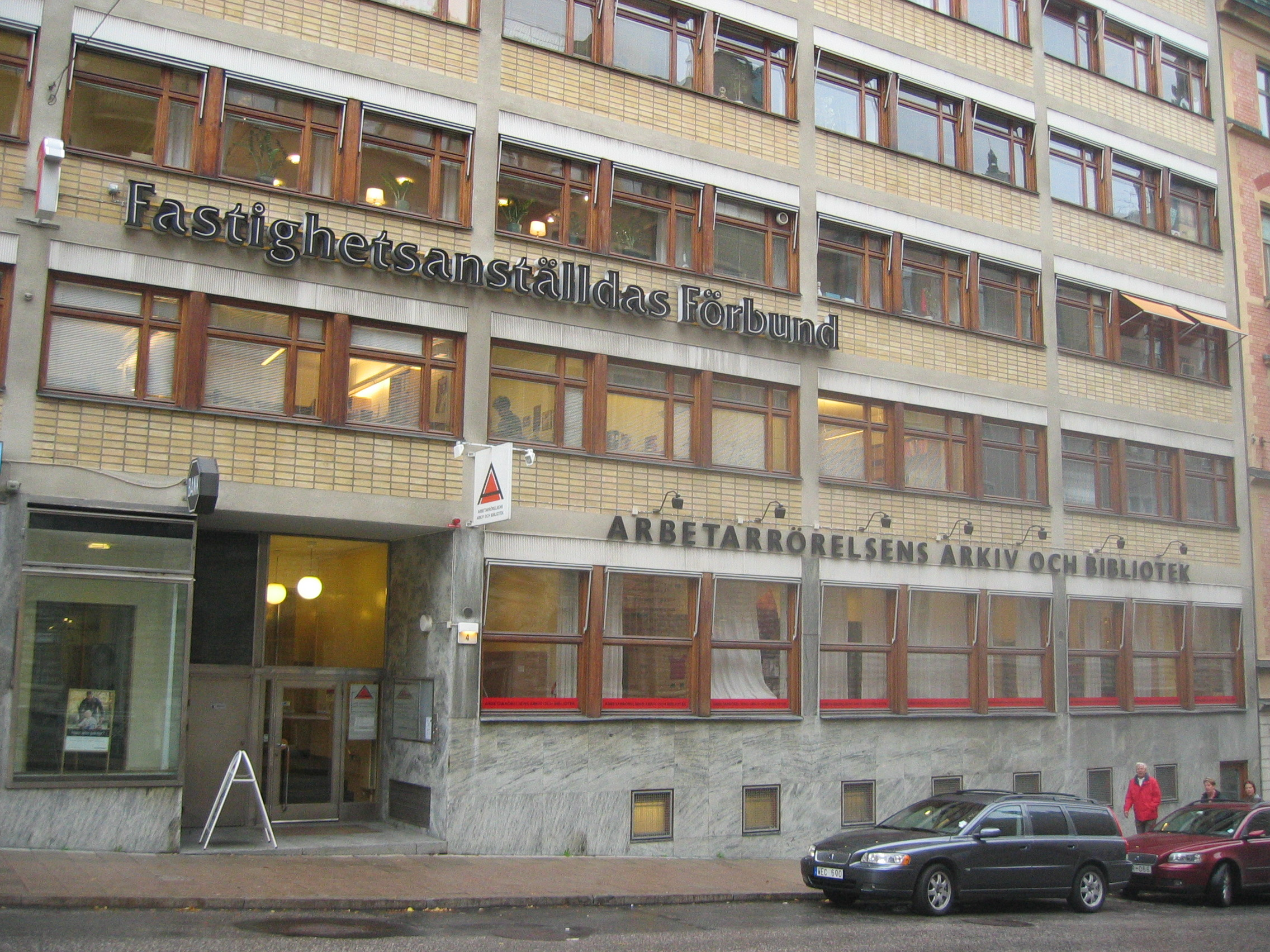
Gamla adressen, Arbetarrörelsens arkiv och bibliotek, Upplandsgatan 4, Stockholm

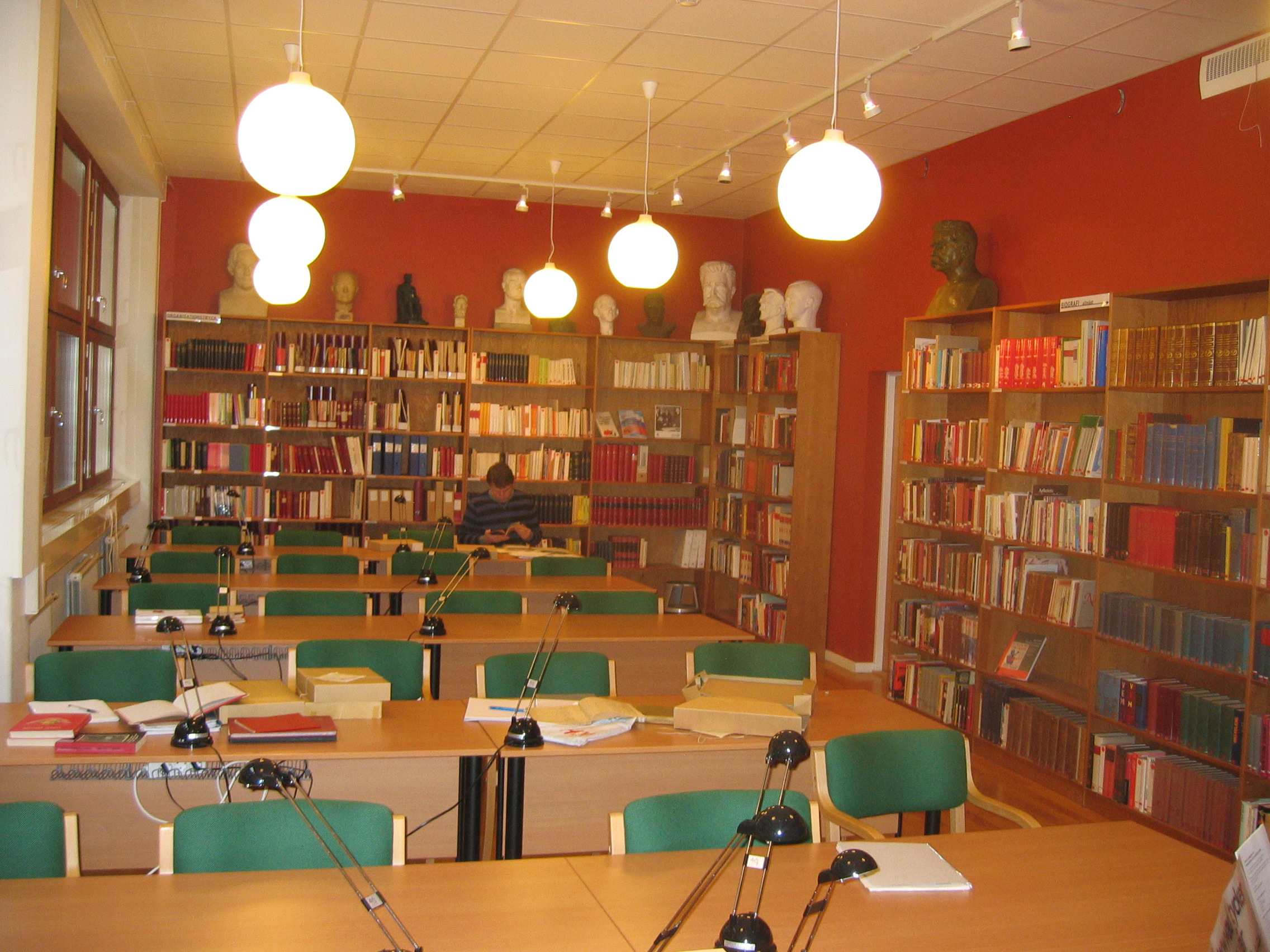
Gamla läsesalen, Upplandsgatan 4, Stockholm

Arbetarrörelsens arkiv och bibliotek grundades 1902 och drivs av en fristående stiftelse där LO, svenska staten och socialdemokraterna är huvudmän. Institutionen ligger sedan hösten 2012 på Elektronvägen 2 i Flemingsberg söder om Stockholm. Den var tidigare belägen på Upplandsgatan i Stockholm, i närheten av Folkets hus och ”LO-borgen”. Hos Arbetarrörelsens arkiv och bibliotek finns mängder av dokument rörande de flesta historiska och nutida partier och organisationer i arbetarrörelsen, inklusive över 600 personarkiv. Institutionen är den äldsta av sitt slag i världen. Arkivet förenar arkiv, bibliotek och forskningsfrämjande verksamhet, med en egen tidskrift, (Arbetarhistoria), ett forskningsråd, seminarier och publikationer.
Arbetarrörelsens arkiv dokumenterar hela den svenska arbetarrörelsens historia genom sina drygt 5 000 arkiv från politiska, fackliga och andra organisationer och en mängd personarkiv från personer verksamma inom arbetarrörelsen. Vidare finns drygt 120 utländska arkiv. Omfångsrika samlingar av fotografier och diabilder, affischer, filmer, ljudupptagningar, fanor, märken och föremål förmedlar kompletterande historisk information. Varje år tar institutionen emot omkring 100 arkiv, både nya arkiv och kompletteringar samt stora leveranser genom så kallade fältarbeten.
Biblioteket är centralt vetenskapligt specialbibliotek med inriktning på litteratur om arbetarrörelsen. Litteraturbeståndet speglar den fackliga och politiska arbetarrörelsens historia, teori och organisationer. Hos arkivet finns de tryckta källorna till arbetarrörelsens historia, kongresstryck, protokoll, verksamhetsberättelser med mera, fackförbundspressen och alla socialistiska rörelsers tidningar och tidskrifter. Dessutom finns en stor samling svensk arbetarlitteratur. Arbetarrörelsens arkivs tredje uppgift är att främja forskning om arbetarrörelsens historia, till exempel genom konferenser, seminarier, publikationer och deltagande i olika externa arbetsgrupper samt kontakter med vid universitet och högskolor.

## Historik
1892 slog lejonparten av Stockholms fackföreningsbibliotek samman till Stockholms arbetarebibliotek i Folkets Hus lokaler på Barnhusgatan 14. Arbetarrörelsens arkiv grundades den sista juli 1902, som en avdelning inom Stockholms arbetarebibliotek. Arbetarrörelsens handlingar skulle bevaras för framtiden och ett omfattande insamlingsarbete sattes igång. Initiativtagare var Oscar Borge, som arbetade på Stockholms arbetarebibliotek och samtidigt var framstående marinbiolog. 
Såväl arkivföreståndaren Borge och biblioteksföreståndaren Fredrik Nilsson föreslog redan 1902 namnet Arbetarrörelsen bibliotek och arkiv, enär biblioteket de facto var tio år äldre än arkivet. Arbetarrörelsens arkiv övergick den 1 juli 1906 i LO:s och SAP:s gemensamma ägo. Borge ledde uppbyggandet av arkivet, och var dess föreståndare till 1937. Institutionen omorganiserades och blev en stiftelse den 1 juli 1966. När Arbetarrörelsens arkiv år 1977 gav ut det första numret av sin tidskrift Meddelanden från Arbetarrörelsens arkiv och bibliotek stod det att namnet Arbetarrörelsens arkiv ”för icke-initierade personer alltid dolt det faktum att institutionen består av både arkiv och bibliotek”. Först 2001 blev Arbetarrörelsens arkiv och bibliotek det officiella namnet. År 1999 startades en arkivdepå med två anställda i före detta gruvlokaler i Grängesberg men den lades ned 2015 och materialet flyttades tillbaka till Stockholm.   
Sedan hösten 2012 ligger Arbetarrörelsens arkiv och bibliotek på Elektronvägen 2 i Flemingsberg söder om Stockholm.   

### Föreståndare genom tiderna
1. Oscar Borge (1902–1938)
2. Tage Lindbom (1938–1965)
3. Åke Wedin (1966–1975)
4. Lars Wessman (1975–1998)
5. Karin Englund (1998–2005)
6. Lars Ilshammar (2005–2013)
7. Nina Sjöberg (2014–2016)
8. Mikael Eivergård (2016–2019)
9. Monica Sparrman, tf föreståndare (2019–2020)
10. Håkan Nilsson (2020–2023)
11. Jeanette Gustafsdotter (2023)[1]
12. Mats Sundberg, tf institutionschef (2024)
13. Joakim Johansson (2024–)[2]